# HE-LOW
『HE-LOW』（ヒーロー）は、高野八誠が監督した中編特撮映画。2018年春公開。

## キャスト
- 赤城修介 / ゴゴレッド - 青柳尊哉
- 緑川哲也 - 花井祥平
- 桃山アカリ - 藤井まり
- エラインダー将軍 - 佐藤寛之
- イヤラシア - フェイ
- ヤンデレラ - 松井千尋
- 黒田洋司 - 和賀井健人
- スタイリスト - 鈴木さゆり
- ヤンデレ子 - 小林春菜
- マミ - 斎藤愛奈
- ヒカル - 照井悠史
- ヒロキ - 林駿作
- 本岡博 - 須賀貴匡
- 高海智 - 吉岡毅志
- ショー演出家 - 島津健太郎（友情出演）
- デモのリーダー - 清水一哉（友情出演）
- 浅田俊男 - 萩野崇（友情出演）
- ショーMCお姉さん - 石田裕加里（愛情出演）
- 三条寺銀 - 大葉健二
- 早見壮 - 伴大介

## スタッフ
- 撮影 - 倉持武弘
- 照明 - 小笠原篤志
- 録音 - 古茂田耕吉
- VFX - 小林真吾
- 効果 - 小川広美
- スーパーバイザー - 鈴村展弘
- メイキング - 市野龍一
- 操演 - 高木友善
- アクション - 木川奏宏
- スーツアクター - 柳川公輔、三宅敏夫
- 脚本協力 - 吉山峻樹
- キャラクターデザイン - 佐藤正樹
- キャラクター3DCG - 鈴木淳一
- 総合デザイン - 白石剛
- プロデューサー - 津田裕加里、青木夏海、永松和樹、高橋克
- エグゼクティブプロデューサー - 石田裕一朗
- 制作協力 - 株式会社ウェスタ
- 脚本 - 小林雄次
- 題字 - 雨宮慶太
- 監督 - 高野八誠

## 音楽
オープニング曲
「勝利の未来 -とき-」
作詞・作曲 - きただにひろし / 編曲 - 寺田志保 / 歌 - JAM Project
エンディング曲
「Zig - Zag」
作詞・作曲 - 北浦正尚 / 歌 - LIN from MADKID

## 続編
- HE-LOW THE SECOND（ヒーロー ザ セカンド） - 2019年公開。
- HE-LOW THE FINAL - 2022年5月27日公開。

## 他作品への出演
怪人開発部の黒井津さん2話に斜陽戦士ゴゴレッドが、9話にスライダー仮面龍騎士とワルインダー仮面が出演。